# دموکراسی چینی
از سال ۱۹۹۴ تا ۱۹۹۹ خبری از گانز ان روزز نبود تا اینکه در سال ۲۰۰۱ اکسل رز به همراهی چندی از موزیسین‌های ناشناخته که خود را گانز ان روزز معرفی می‌کردند باز هم روی سن آمد و با انتشار آلبوم دموکراسی چینی (به انگلیسی: Chinese Democracy) سوژهٔ رسانه‌ها شد. این امر باعث خشمگین شدن اسلش شد حتی تا جایی که اعلام کرد که دیگر هرگز به گانز ان روزز باز نخواهد گشت.

## آخرین ورژن و آهنگ‌ها
نسخهٔ اصلی آلبوم دموکراسی چینی در سال ۲۰۰۱ به بازار آمد اما در سال ۲۰۰۸ آلبوم دوباره منتشر شد. این آلبوم که بیشتر بر خلاقیت اکسل رز تکه دارد از ۱۴ ترک تشکیل شده است:
1. Chinese Democracy
2. Shackler's Revenge
3. Better
4. Street Of Dreams
5. If The Worls
6. There Was A Time
7. Catcher In The Rye
8. Scraped
9. Riad N' The Bedouins
10. Sorry
11. .I.R.S
12. Madagascar
13. This I Love
14. Prostitute